# 미셸 아플라크

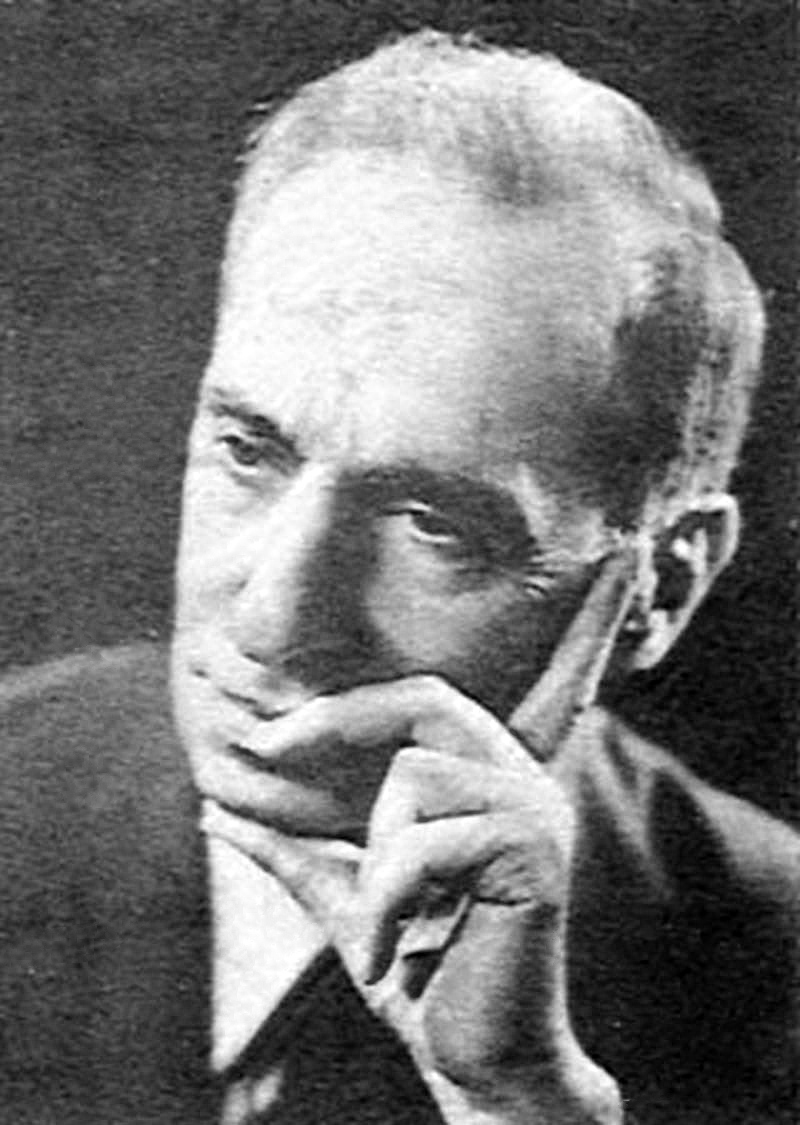

미셸 아플라크(아랍어:ميشيل عفلق Mīšīl ʿAflaq, 1910년 1월 9일 ~ 1989년 6월 23일)는 시리아의 철학자, 사회학자, 아랍의 민족주의자였다. 그의 사상은 바트주의와 그 정치운동의 발전에 중요한 역할을 했다. 그는 바트주의 사상의 주요 창시자로 몇몇 바트주의자들에 의해 간주되고 있다. 생전에 다양한 저서를 펴냈는데, 가장 눈에 띄는 것은 <<하나의 운명을 위한 전투>>(1958년)와 <<아랍혁명 운동을 왜곡하는 투쟁>>(1975년)이다.

## 일생
시리아 다마스쿠스의 중산층 가정에서 태어난 아플라크는 소르본 대학에서 공부했고 그곳에서 미래의 정치적 동반자인 살라흐 알딘 알비타르를 만났다. 1932년 시리아로 돌아와 공산주의 정치 활동을 시작했다. 아플라크는 공산주의 운동가가 되었지만 시리아-레바논 공산당이 프랑스의 식민지 정책을 지지하면서 공산주의 운동과의 관계를 끊었다. 이후 1940년 아플라크와 알 비타르는 아랍 이야 운동(자키 알-아르수지의 그룹에서 같은 이름으로 이름을 따 아랍 바트 운동으로 이름을 바꾸었다)을 설립했다. 이 운동은 성공적이었고, 1947년 아랍 바트 운동이 알-아르수지의 아랍 바트 조직과 합병하여 아랍 바트당을 설립하였다. 아플라크는 당 집행위원에 선출되어 '아미드'(당 대표라는 뜻)로 선출되었다.
아랍 바트당은 1952년 아크람 알 하브라니 아랍사회당과 통합하여 아랍사회주의 바트당을 창당하였고, 1954년 아프라크가 당 대표로 선출되었다. 1950년대 중후반 동안 이 당은 이집트의 대통령인 가말 압델 나세르와 관계를 발전시키기 시작했고, 결국 아랍 연합 공화국(UAR)을 설립하게 되었다. 나세르는 아플라크의 당을 강제로 해산시켰는데, 그는 그렇게 했지만 당원들과 상의하지 않았다. UAR이 해체된 직후, 아프라크는 바트당 국가사령부 사무총장으로 재선되었다. 3월 8일에 이어 1965년 당 대표 자리에서 물러날 정도로 당 내에서의 입지가 약해졌다. 아플라크는 1966년 시리아 쿠데타 때 축출되었고, 이로 인해 바트당 내의 분열로 이어졌다. 그는 레바논으로 탈출했지만, 후에 이라크로 갔다. 1968년 아플라크는 이라크가 이끄는 바트당의 사무총장으로 선출되었다. 그의 재임 기간 동안 그는 사실상 실권을 가지고 있지 않았다. 그는 1989년 6월 23일 사망할 때까지 그 자리를 지켰다.
바트주의로 통칭되는 사회, 경제, 정치에 관한 아프라크의 이론은 선진적인 발전국가를 달성하기 위해서는 아랍세계가 하나의 아랍 국가로 통일되어야 한다고 주장한다. 그는 자본주의와 공산주의 모두에 대해 비판적이었고, 변증법적 물질주의를 유일한 진리로 보는 칼 마르크스의 관점에 대해서도 비판적이었다. 바티스트 사상은 서구에서 정의한 국제 사회주의 운동의 일부가 아닌 아랍적 특성을 가진 사회주의인 자유와 아랍 사회주의에 많은 중점을 두었다. 아프라크는 국가와 종교의 분리를 믿었고, 세속화에 강한 신봉자였으나 무신론에 반대했다. 기독교 신자였지만 그는 이슬람이 "아랍 천재"의 증거라고 믿었다. 1966년 바트당 분열의 여파로 시리아 주도의 바트당은 알-아르수지의 사상을 훔쳤다고 아프라크를 비난하며 그를 '도둑'이라고 불렀다. 이라크가 이끄는 바트당은 이를 거부하고, 알-아르수지가 바트주의 사상에 기여했다고 믿지 않는다. 게다가, 사담 후세인은 죽기 전에 아프라크가 비밀리에 이슬람교로 개종했다고 증거 없이 주장했다.